# 四川无心菜
四川无心菜（学名：Arenaria szechuanensis）是石竹科无心菜属的植物，是中国的特有植物。分布于中国大陆的四川等地，生长于海拔3,000米至4,700米的地区，一般生长在高山草甸及灌丛草甸中，目前尚未由人工引种栽培。
其种加词“szechuanensis”意为“四川的”。
现接受名为四川无心菜（Odontostemma szechuense (Williams) Rabeler & W.L.Wagner, 2016）。